# Cortinarius tigrellus
Cortinarius tigrellus är en svampart som beskrevs av Soop 2003. Cortinarius tigrellus ingår i släktet Cortinarius och familjen spindlingar.   Inga underarter finns listade i Catalogue of Life.